# Ustawa o szczególnych rozwiązaniach związanych z zapobieganiem, przeciwdziałaniem i zwalczaniem COVID-19, innych chorób zakaźnych oraz wywołanych nimi sytuacji kryzysowych
Ustawa z dnia 2 marca 2020 r. o szczególnych rozwiązaniach związanych z zapobieganiem, przeciwdziałaniem i zwalczaniem COVID-19, innych chorób zakaźnych oraz wywołanych nimi sytuacji kryzysowych, zwana też specustawą koronawirusową – polski akt prawny uchwalony przez Sejm RP IX kadencji w celu ochrony społeczeństwa przed SARS-CoV-2 i wywołaną przez niego pandemią. Zaliczana jest do grupy tzw. specustaw. Ustawa weszła w życie 8 marca 2020. Została opublikowana w Dzienniku Ustaw z 2020 poz. 374.

## Proces legislacyjny
Ustawa powstała z inicjatywy rządu Mateusza Morawieckiego w związku z rozprzestrzenianiem się na świecie koronawirusa SARS-CoV-2. Została uchwalona przez Sejm RP 2 marca 2020 (za głosowało 400 posłów, przeciw 11, wstrzymało się 7). Senat nie wniósł do niej poprawek. Prezydent Andrzej Duda podpisał ją 7 marca 2020. W tym samym dniu została opublikowana w Dzienniku Ustaw pod poz. 374. Weszła w życie 8 marca 2020.
Wcześniej niż projekt rządowy do Sejmu wpłynął projekt ustawy mającej na celu zwalczanie koronawirusa przygotowany przez posłów Platformy Obywatelskiej, lecz nie nadano mu biegu. Posłowie Platformy Obywatelskiej w głosowaniu poparli projekt rządowy (113 głosów za i 1 głos przeciw).

## Główne postanowienia
Ustawa wprowadza m.in.:
- możliwość nakazania pracy zdalnej w zakładach pracy w czasie kwarantanny lub nadzoru epidemiologicznego w związku z podejrzeniem koronawirusa
- prawo otrzymania dodatkowego zasiłku opiekuńczego przez rodziców zwolnionych od wykonywania pracy w celu sprawowania opieki nad dzieckiem za okres nie dłuższy niż 14 dni (w przypadku zamknięcia żłobka, przedszkola lub szkoły i podobnych zakładów, do których uczęszcza dziecko)
- prawo dokonywania zamówień na towary lub usługi konieczne do przeciwdziałania koronawirusowi bez stosowania ustawy Prawo zamówień publicznych.
- możliwość odstępstwa od przepisów prawa budowlanego, przepisów o planowaniu i zagospodarowaniu przestrzennym i o ochronie zabytków i opiece nad zabytkami przy projektowaniu, budowie, przebudowie, utrzymaniu i rozbiórki obiektów budowlanych w związku z przeciwdziałaniem COVID-19
- prawo określenia przez ministra zdrowia cen maksymalnych na określone produkty lecznicze, wyroby medyczne i środki spożywcze specjalnego przeznaczenia żywieniowego niezbędne na potrzeby przeciwdziałania COVID-19
- prawo wystawienia recepty farmaceutycznej przez farmaceutę w przypadku zagrożenia zdrowia pacjenta związanego z COVID-19
- prawo nałożenia na jednostkę samorządu terytorialnego przez premiera na wniosek ministra zdrowia określonego zadania w związku z przeciwdziałaniem COVID-19
- prawo Rady Ministrów w celu przeciwdziałania COVID-19 do dokonania w drodze rozporządzenia przeniesienia planowanych wydatków budżetowych między częściami i działami budżetu państwa uwzględniając wysokość oraz rodzaj koniecznego wsparcia i bieżące wykonanie wydatków w poszczególnych częściach i działach budżetu państwa[1].

## Nowelizacje
Ustawę nowelizowano 74 razy. Ostatnie zmiany weszły w życie 27 marca 2025.

## Krytyka
Była Rzecznik Praw Obywatelskich prof. Ewa Łętowska stwierdziła, że ustawa narusza konstytucję:

Wprowadzają jakiś nowy stan nadzwyczajny, w dodatku na 180 dni, podczas gdy konstytucja mówi o maksymalnie 90 dniach. Dlaczego, tego w ogóle nie tłumaczą. Poza tym w konstytucji jest wiele różnych rygorów, które muszą być spełnione w czasie stanu nadzwyczajnego. Są one po to, by nie doszło do wynaturzeń władzy. Ustawa o koronawirusie na te rygory się nie ogląda. To naruszenie konstytucji.

W dniu 12 września 2023 r. Najwyższa Izba Kontroli opublikowała dwa raporty pokontrolne w zw. z przeciwdziałaniem epidemii COVID-19 przez Radę Ministrów, począwszy od 2020 r. Tego samego dnia Prezes NIK Marian Banaś poinformował, iż 16 czerwca 2023 r. skierował do Trybunału Konstytucyjnego wniosek o sprawdzenie zgodności z Konstytucją RP Ustawy o Przeciwdziałaniu COVID-19 z dnia 2 marca 2020 r. ("specustawa koronawirusowa"). Kontrola NIK wykryła nadużycie praw obywatelskich, błędne vacatio legis, złamanie zasady prawa do dwuinstancyjności sądu oraz złamanie zasady jedności budżetu państwa.